# وزارة التشغيل والتكوين المهني (تونس)
وزارة التكوين المهني والتشغيل، هي وزارة تونسية تهتم بقطاع التشغيل والتوظيف والتعليم والتكوين المهني في البلاد التونسية.

## التاريخ
قبل الاستقلال، كانت توجد وزارة تحت اسم وزارة العمل والشؤون الاجتماعية وذلك بين 1947 و1952 ثم في 1954 وجدت لأشهر تحت اسم وزارة العمل فقط.

بعد الاستقلال، كان قطاع الشغل والتشغيل من مشمولات كتابة الدولة للشؤون الاجتماعية والإسكان في 1970، ثم في 1975 أصبح من مشمولات وزارة الشؤون الاجتماعية، الشيء الذي أكد مرة ثانية في 1988. 

في 25 مايو 1990، صدر أول قانون يضبط مهام وزارة التكوين المهني والتشغيل، ومنذها وهذه الوزارة قائمة.

## التنظيم
تتكون وزارة التربية من:
- الوزير.
- الهيئة العليا للوزارة.
- ندوة المديرين.
- ندوة المديرين الجهويين.
- الديوان.
- التفقدية العامة.
- الإدارة العامة للمصالح المشتركة.
- المصالح الخصوصية.
- الإدارة الجهوية.

بالإضافة إلى عدة مكاتب وإدارات ومجالس تتبع المكونات الرئيسية للوزارة المسجلة أعلاه.

## المؤسسات تحت الإشراف
- المركز الوطني لتكوين المكونين وهندسة التكوين.
- الوكالة التونسية للتكوين المهني.
- الوكالة الوطنية للتشغيل والعمل المستقل.
- المركز الوطني للتكوين المستمر والترقية المهنية.

## قائمة الوزراء
| الوزير                        | الوزير                                       | الحزب       | الحزب                      | الحكومة                                             | تواريخ العهدة  | تواريخ العهدة  |             |
| وزارة العمل                   | وزارة العمل                                  | وزارة العمل | وزارة العمل                | وزارة العمل                                         | وزارة العمل    | وزارة العمل    | وزارة العمل |
| ----------------------------- | -------------------------------------------- | ----------- | -------------------------- | --------------------------------------------------- | -------------- | -------------- | ----------- |
|                               | علي العذاري (والشؤون الاجتماعية)             |             |                            | حكومة مصطفى الكعاك                                  | 19 يوليو 1947  | 16 أغسطس 1950  |             |
|                               | حمادي بدرة (والشؤون الاجتماعية)              |             |                            | حكومة محمد شنيق الثانية                             | 17 أغسطس 1950  | 26 مارس 1952   |             |
|                               | الشاذلي بن رمضان                             |             |                            | حكومة محمد الصالح مزالي                             | 2 مارس 1954    | 17 يونيو 1954  |             |
| وزارة التكوين المهني والتشغيل |                                              |             |                            |                                                     |                |                |             |
|                               | الطاهر عزيز (التكوين المهني)                 |             | التجمع الدستوري الديمقراطي | حكومة حامد القروي                                   | 3 مارس 1990    | 20 فبراير 1991 |             |
|                               | توفيق شيخ روحه                               |             | مستقل                      | حكومة حامد القروي                                   | 20 فبراير 1991 | 9 يونيو 1992   |             |
|                               | منصر الرويسي                                 |             | التجمع الدستوري الديمقراطي | حكومة حامد القروي حكومة محمد الغنوشي الأولى         | 9 يونيو 1992   | 23 يناير 2001  |             |
|                               | فائزة الكافي                                 |             | التجمع الدستوري الديمقراطي | حكومة محمد الغنوشي الأولى                           | 23 يناير 2001  | 8 أكتوبر 2001  |             |
|                               | نزيهة زروق                                   |             | التجمع الدستوري الديمقراطي | حكومة محمد الغنوشي الأولى                           | 8 أكتوبر 2001  | 5 سبتمبر 2002  |             |
|                               | الشاذلي العروسي (التشغيل)                    |             | التجمع الدستوري الديمقراطي | حكومة محمد الغنوشي الأولى                           | 5 سبتمبر 2002  | 29 أغسطس 2008  |             |
|                               | سليم تلاتلي (التشغيل والإدماج المهني للشباب) |             | التجمع الدستوري الديمقراطي | حكومة محمد الغنوشي الأولى                           | 29 أغسطس 2008  | 14 يناير 2010  |             |
|                               | محمد العقربي                                 |             | التجمع الدستوري الديمقراطي | حكومة محمد الغنوشي الأولى                           | 14 يناير 2010  | 17 يناير 2011  |             |
|                               | حسين الديماسي                                |             | مستقل                      | حكومة محمد الغنوشي الثانية                          | 17 يناير 2010  | 18 يناير 2011  |             |
|                               | سعيد العايدي                                 |             | مستقل                      | حكومة محمد الغنوشي الثانية حكومة الباجي قايد السبسي | 27 يناير 2011  | 24 ديسمبر 2011 |             |
|                               | عبد الوهاب معطر                              |             | المؤتمر من أجل الجمهورية   | حكومة حمادي الجبالي                                 | 24 ديسمبر 2011 | 13 مارس 2013   |             |
|                               | نوفل الجمالي                                 |             | مستقل                      | حكومة علي العريض                                    | 13 مارس 2013   | 26 يناير 2014  |             |
|                               | حافظ العموري                                 |             | مستقل                      | حكومة مهدي جمعة                                     | 26 يناير 2014  | 6 فبراير 2015  |             |
|                               | زياد العذاري                                 |             | حركة النهضة                | حكومة الحبيب الصيد                                  | 6 فبراير 2015  | 27 أغسطس 2016  |             |
|                               | عماد الحمامي                                 |             | حركة النهضة                | حكومة يوسف الشاهد                                   | 27 أغسطس 2016  | 6 سبتمبر 2017  |             |
|                               | فوزي عبد الرحمان                             |             | آفاق تونس                  | حكومة يوسف الشاهد                                   | 6 سبتمبر 2017  | 14 نوفمبر 2018 |             |
|                               | سيدة الونيسي                                 |             | حركة النهضة                | حكومة يوسف الشاهد                                   | 14 نوفمبر 2018 | 8 نوفمبر 2019  |             |
|                               | توفيق الراجحي (بالنيابة)                     |             | مستقل                      | حكومة يوسف الشاهد                                   | 8 نوفمبر 2019  | 27 فبراير 2020 |             |
|                               | فتحي بالحاج                                  |             | حركة الشعب                 | حكومة إلياس الفخفاخ                                 | 27 فبراير 2020 | الآن           |             |

## روابط خارجية
- الموقع الرسمي لوزارة التشغيل والتكوين المهني.